# Birdy (film)
Birdy is een Amerikaanse dramafilm uit 1984. Regisseur Alan Parker baseerde het verhaal op dat uit het gelijknamige boek van William Wharton. De muziek voor de film werd geschreven door Peter Gabriel (zijn eerste filmmuziek) en uitgegeven via album Birdy.
Birdy won de grote juryprijs op het Filmfestival van Cannes 1985 en was er tevens genomineerd voor de Gouden Palm.

## Verhaal
Sergeant Al Columbato (Nicolas Cage) is een veteraan uit de Vietnamoorlog. Hij lijkt daarom de aangewezen persoon om zijn vriend Birdy (Matthew Modine) met behulp van herinneringen uit diens jeugd zijn ervaringen te boven te laten komen. Deze is alleen zwaar getraumatiseerd uit de oorlog teruggekomen. Hierdoor is zijn fascinatie voor vogels overgeslagen in de overtuiging dat hij zelf een vogel is. Hij is opgenomen in een psychiatrische instelling en het is bijna onmogelijk tot hem door te dringen.
uiteindelijk springt hij van een gebouw af met de gedachte dat hij kan vliegen.

## Rolverdeling
| Acteur              | Personage        |
| ------------------- | ---------------- |
| John Harkins        | Major Weiss M.D. |
| Sandy Baron         | Mr. Columbato    |
| Karen Young         | Hannah Rourke    |
| Bruno Kirby         | Renaldi          |
| Nancy Fish          | Mrs. Prevost     |
| George Buck         | Walt             |
| Dolores Sage        | Birdy's moeder   |
| Pat Ryan            | Joe Sagessa      |
| James Santini       | Mario Columbato  |
| Maud Winchester     | Doris Robinson   |
| Marshall Bell       | Ronsky           |
| Elizabeth Whitcraft | Rosanne          |
| Sandra Beall        | Shirley          |